# Jardín Botánico de Stigliano

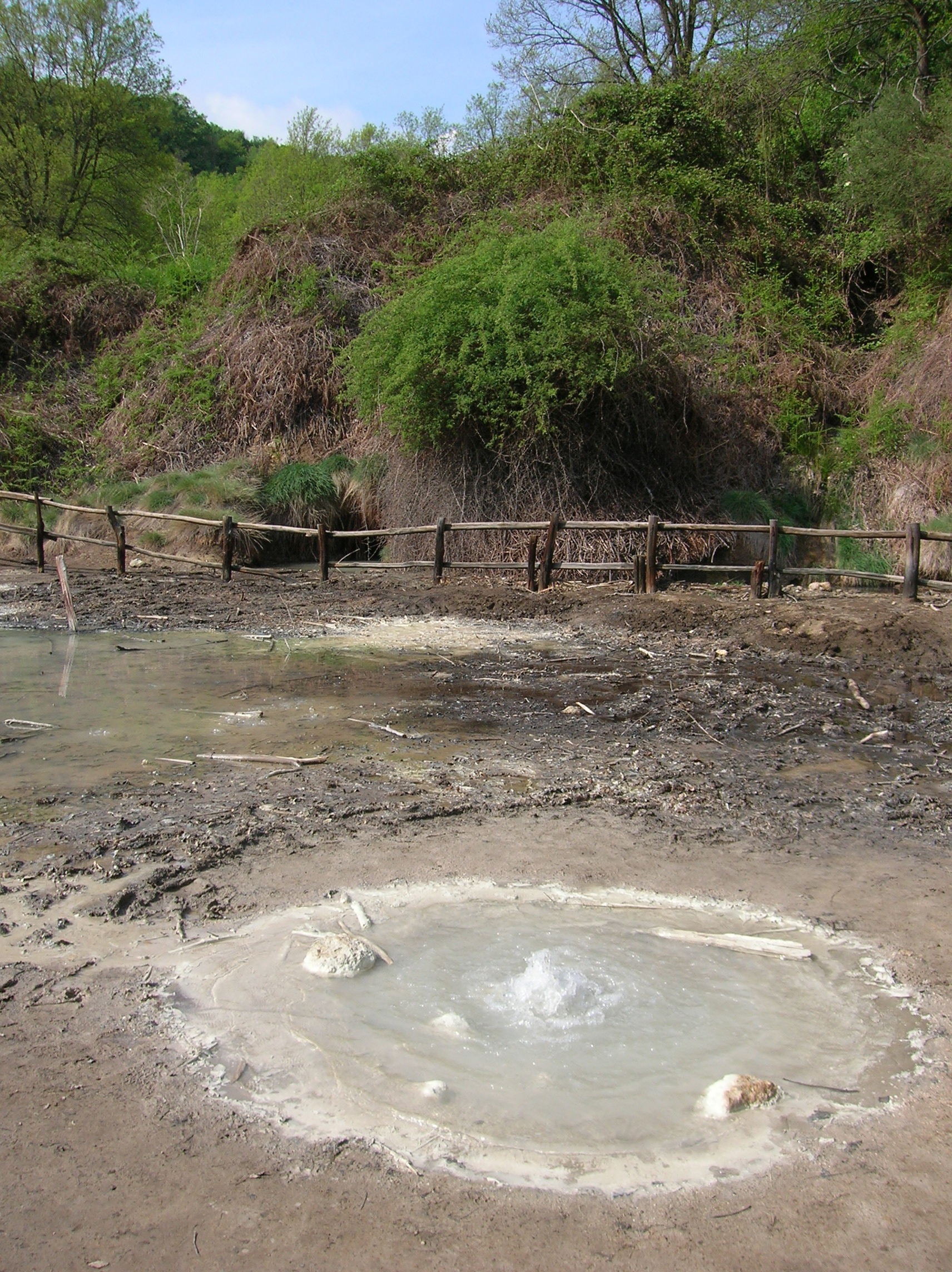
Solfatara de Monterano.

El Jardín Botánico de Stigliano (en italiano: Giardini Botanici di Stigliano), es un jardín botánico en Canale Monterano, Italia. Forma parte de la asociación Grandi Giardini Italiani.

## Localización
El jardín se ubica en el parque que rodea al "Grand Hotel Terme di Stigliano".
Giardini Botanici di Stigliano Canale Monterano, Provincia di Roma, Lazio, Italia.
Planos y vistas satelitales.42°8′0″N 12°6′0″E / 42.13333, 12.10000
Se encuentra abierto todo el año.

## Historia
Los manantiales sulfurosos que aquí se encuentran, son conocidos desde los tiempos de los Etruscos, y denominados como "Acquae Stygianae" por los Romanos. 

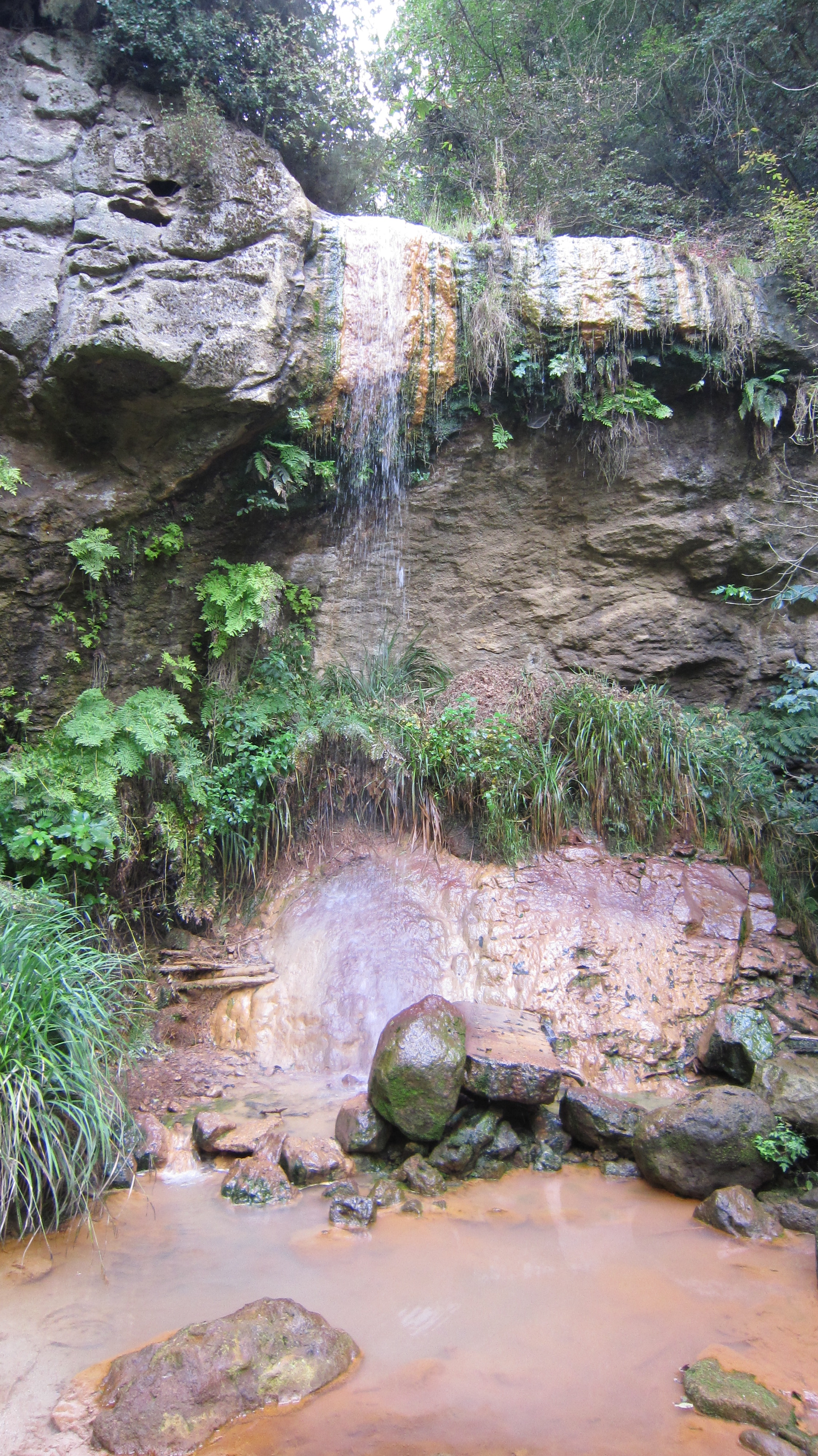
Cascata della Diosilla en Monterano.

## Colecciones
El parque del hotel se extiende por unas 20 hectáreas, y contiene las ruinas de una termas Romanas, además de bambús, avellanos, aceres, robles, pinos, tamarindos, y entre la fauna se incluyen halcones, garzas, búhos, tejones, hurones, zorros, puercoespines, y comadrejas.